# Cretaxenomerus jankotejai
Cretaxenomerus jankotejai är en stekelart som beskrevs av Nel och Dany Azar 2005. Cretaxenomerus jankotejai ingår i släktet Cretaxenomerus och familjen Scelionidae. Inga underarter finns listade i Catalogue of Life.